# Frank Jackson (basket-ball)
Pour les articles homonymes, voir Frank Jackson et Jackson.
Franklin Willis Jackson, né le 4 mai 1998 à Washington, D.C. aux États-Unis, est un joueur américain de basket-ball évoluant aux postes de meneur et arrière. Il mesure 1,88 m.

## Biographie

### Pelicans de La Nouvelle-Orléans (2017-2020)
Lors de la draft 2017 de la NBA, il est choisi en 31e position par les Hornets de Charlotte mais est ensuite transféré aux Pelicans de La Nouvelle-Orléans.

### Pistons de Détroit (2020-2022)
En novembre 2020, il signe avec le Thunder d'Oklahoma City, qui le coup le 22 décembre de la même année. 
Le 26 décembre 2020, il signe un contrat two-way en faveur des Pistons de Détroit pour la saison à venir.

### Jazz de l'Utah (2023)
Le 22 février 2023, il signe un contrat de dix jours avec le Jazz de l'Utah.

### ASVEL Lyon-Villeurbanne (2023)
En juillet 2023, il quitte les États-Unis pour la France et signe avec l'ASVEL Lyon-Villeurbanne,. Le 15 novembre 2023, il quitte l'ASVEL après une rupture du contrat car le nouvel entraîneur Gianmarco Pozzecco ne compte pas l'utiliser dans sa rotation.

### Nanterre 92 (2024)
Après un court passage en Chine, il revient en France et signe avec Nanterre 92.

## Statistiques

### Universitaires
| Saison    | Équipe   | Matchs | Titul. | Min./m | % Tir | % 3pts | % LF | Rbds/m. | Pass/m. | Int/m. | Ctr/m. | Pts/m. |
| --------- | -------- | ------ | ------ | ------ | ----- | ------ | ---- | ------- | ------- | ------ | ------ | ------ |
| 2016-2017 | Duke     | 36     | 16     | 24,9   | 47,3  | 39,5   | 75,5 | 2,50    | 1,70    | 0,60   | 0,10   | 10,90  |
| Carrière  | Carrière | 36     | 16     | 24,9   | 47,3  | 39,5   | 75,5 | 2,50    | 1,70    | 0,60   | 0,10   | 10,90  |

### Professionnelles

#### Saison régulière
| Saison    | Équipe              | Matchs | Titul. | Min./m | % Tir | % 3pts | % LF | Rbds/m. | Pass/m. | Int/m. | Ctr/m. | Pts/m. |
| --------- | ------------------- | ------ | ------ | ------ | ----- | ------ | ---- | ------- | ------- | ------ | ------ | ------ |
| 2018-2019 | La Nouvelle-Orléans | 61     | 16     | 19,2   | 43,4  | 31,4   | 74,0 | 2,20    | 1,10    | 0,40   | 0,00   | 8,10   |
| 2019-2020 | La Nouvelle-Orléans | 59     | 2      | 13,5   | 40,5  | 32,6   | 74,7 | 1,40    | 1,00    | 0,30   | 0,10   | 6,30   |
| 2020-2021 | Détroit             | 40     | 6      | 18,5   | 45,7  | 40,7   | 81,3 | 2,20    | 0,90    | 0,40   | 0,00   | 9,80   |
| 2021-2022 | Détroit             | 53     | 7      | 22,0   | 40,2  | 30,8   | 82,7 | 1,60    | 1,00    | 0,50   | 0,20   | 10,60  |
| 2022-2023 | Utah                | 1      | 0      | 5,1    | 0,0   | 0,0    | 0,0  | 2,00    | 1,00    | 0,00   | 0,00   | 0,00   |
| Carrière  | Carrière            | 214    | 31     | 18,1   | 42,1  | 33,2   | 78,6 | 1,80    | 1,00    | 0,40   | 0,10   | 8,50   |

## Records sur une rencontre en NBA
Les records personnels de Frank Jackson en NBA sont les suivants, :
| Type de statistique        | Saison régulière | Saison régulière         | Saison régulière |
| Type de statistique        | Record           | Adversaire               | Date             |
| -------------------------- | ---------------- | ------------------------ | ---------------- |
| Points                     | 31               | @ Magic d'Orlando        | 13 août 2020     |
| Paniers marqués            | 12               | @ Magic d'Orlando        | 13 août 2020     |
| Paniers tentés             | 24               | @ Magic d'Orlando        | 13 août 2020     |
| Paniers à 3 points réussis | 6                | 2 fois                   | 2 fois           |
| Paniers à 3 points tentés  | 13               | Nets de Brooklyn         | 12 décembre 2021 |
| Lancers francs réussis     | 8                | 2 fois                   | 2 fois           |
| Lancers francs tentés      | 9                | 2 fois                   | 2 fois           |
| Rebonds offensifs          | 4                | 2 fois                   | 2 fois           |
| Rebonds défensifs          | 7                | @ Nuggets de Denver      | 2 mars 2019      |
| Rebonds totaux             | 8                | @ Pistons de Détroit     | 13 janvier 2020  |
| Passes décisives           | 6                | 2 fois                   | 2 fois           |
| Interceptions              | 3                | Warriors de Golden State | 19 novembre 2021 |
| Contres                    | 3                | Lakers de Los Angeles    | 21 novembre 2021 |
| Balles perdues             | 5                | @ Nets de Brooklyn       | 4 novembre 2019  |
| Minutes jouées             | 42               | @ Spurs de San Antonio   | 2 février 2019   |

- Double-double : 0
- Triple-double : 0

Dernière mise à jour : 16 août 2022